# Irene van Staveren
Irene Pauline van Staveren (Heemskerk, 15 november 1963) is een Nederlandse econoom. Ze is hoogleraar pluralistische ontwikkelingseconomie aan het Institute of Social Studies (EUR).

## Biografie
Irene van Staveren deed in 1988 haar doctoraalexamen in de economische wetenschap aan de Erasmus Universiteit in Rotterdam (EUR). Haar scriptie schreef ze in het kader van een inter-universitair samenwerkingsproject in Indonesië. Daarna deed ze vijf jaar onderzoek bij “Oikos”, werkzaam op het terrein van ontwikkelingssamenwerking. Ze was in die tijd twee keer adviserend lid van een Nederlandse regeringsdelegatie naar VN-conferenties.
Van februari 1996 tot en met februari 1999 werkte ze aan haar promotie-onderzoek aan de faculteit Historische en Kunstwetenschappen van de EUR. Op 24 juni 1999 promoveerde ze bij prof. Arjo Klamer op een dissertatie over zorg voor economie - een Aristotelisch perspectief. Van de promotiecommissie maakten ook prof. drs. R.F.M. Lubbers, prof. dr. D.N. McCloskey en prof. dr. M.A. Verkerk deel uit.
Ze is werkzaam geweest als beleidsadviseur bij het Ministerie van Buitenlandse Zaken, Directoraat Generaal Internationale Samenwerking (ontwikkelingssamenwerking) voor de afdeling Vrouwen en Ontwikkeling. In dit verband coördineerde zij onder andere een werkgroep van de OECD en begeleidde ze een onderzoek van de Wereldbank. Ze heeft als consultant tal van opdrachten uitgevoerd, bijvoorbeeld voor Nederlandse ambassades in het buitenland.
Van 2004 tot 2009 was Van Staveren buitengewoon hoogleraar economie en christelijke ethiek aan de Radboud Universiteit Nijmegen. Vanaf 2010 is ze hoogleraar pluralistische ontwikkelingseconomie aan het Institute for Social Studies (ISS) van de EUR.

### Privé
Irene van Staveren is getrouwd en heeft twee kinderen.